# Donald E. Westlake
Donald Edwin Westlake (12. juli 1933 i Brooklyn, New York – 31. december 2008 i San Tancho, Mexico) var en amerikansk forfatter, som især under sit eget navn, var kendt for sine humoristiske kriminalromaner. Han skrev dog også et stort antal "hårdkogte" krimier uden humoristiske indslag, primært under pseudonymet Richard Stark. I alt skrev han over hundrede bøger, hvoraf en del er filmatiseret. Handlingen i bøgerne foregår som regel i New York City.
Westlake døde den 31. december 2008 af en blodprop i hjertet.

## Parker-bøgerne
Under pseudonymet Richard Stark skrev Westlake hovedsagelig bøger om den meget succesrige bankrøver, psykopaten Parker. Mange af Parker-bøgerne er filmatiseret, og Parker har (dog altid med et andet navn) været portrætteret af blandt andre Lee Marvin og Robert Duvall.

## Dortmunder-bøgerne
Flere af Westlakes bøger udgivet under eget navn, handler om den mismodige antihelt John Dortmunder, som lægger fantastiske planer, der næsten altid går galt på en eller anden måde. Dortmunder, som er modsætningen til Parker, har egentlig sit udspring i et påbegyndt Parker-manuskript, som gik af sporet for Westlake og endte som den humoristiske kriminalroman Der var engang en diamant, hvilket medførte at hovedpersonen fik nyt navn under manuskriptets færdiggørelse.
Formatet på en historie med Dortmunder indeholder ofte bestemte elementer. Normalt lever Dortmunder af småkriminalitet så som indbrud og bedragerier, men øjner ind i mellem muligheden for at gøre et stort kup. Kuppet indeholder et stort antal komplicerede elementer, som kræver en række medhjælpere. Ofte lykkes kuppet, men efter et par uventede drejninger, står Dortmunder og hans medhjælpere tilbage med stort set lige så tomme lommer som før.

## Andre pseudonymer
Mange af Westlakes bøger blev skrevet under pseudonymer så som John B. Allen, Curt Clark, Tucker Coe, Timothy J. Culver, Morgan J. Cunningham, Samuel Holt, Sheldon Lord (med Lawrence Block), Allan Marshall og Edwin West. En medvirkende årsag var, at forlæggeren var skeptisk over for at udgive mere end en bog af samme forfatter om året. Da Westlake var så produktiv, at han kunne skrive op til fire bøger om året, blev de udgivet under forskellige navne.

## Udgivelser på dansk[2][3]
- Manden uden ansigt (1965, Richard Stark) – The Man With the Getaway Face (1963)
- Byttet (1966, Richard Stark)
- Allemandspige – én mands lig (1968, Tucker Coe) – Kings of Love of Death (1966)
- Yndlingsofret (1969) – God Save the Mark (1967)
- Bliv mig fra livet (1969, Tucker Coe) – Murder Among Children (1968)
- Jeg vil ha' mine penge! (1972) – Somebody Owes Me Money (1969)
- Der var engang en diamant (1972) – The Hot Rock (1970)
- Den knivskarpe forskel (1972) – Deadly Edge (1971)
- Dødens legeplads (1972, Richard Stark) – Playground (1971)
- Det roterende lig (1973) – The Busy Doby (1966)
- Strømere og stoddere (1973) – Cops and Robbers (1972)
- Alene på en øde ø (1975)
- Kugler i mosen (1976, 1986) – Bank Shot (1972)
- Hvorfor er det altid mig? (1976, 1986) – Why Me? (1976)
- Hjælp, jeg sidder i spjældet! (1977) – Help, I Am Being Held Prisoner (1974)
- Banden er løs (1977, 1987) – Jimmy the Kid (1974)
- Nul puls (1978, 1991) – A Travesty (1977)
- Rend mig i malerierne (1979, 1988) – Nobody's Perfect (1977)
- Den syvende (1981, Richard Stark) – The Seventh (1981)
- En stensikker fidus (1981, 1991) – Castle in the Air (1980)
- De tavse nonners kor (1987) – Good Behavior (1985)
- Fra upålidelig kilde (1989) – Trust Me On This (1988)
- Druknede håb (1992, 1994) – Drowned Hopes (1990)
- En, to, mange (1996) – Two Much (1996)

## Filmatiseringer i udvalg
- The Busy Body (1967) – med Dom DeLuise og Sid Caesar
- Point Blank (1967) – med Lee Marvin, baseret på romanen The Hunter
- The Hot Rock (1972) – med Robert Redford
- Cops and Robbers (1973)
- The Outfit – med Robert Duvall
- Bank Shot (1974) – med George C. Scott
- Come ti rapisco il pupo (1976, Italien) – baseret på romanen Jimmy the Kid
- Slayground (1983) – med Peter Coyote
- Jimmy the Kid (1983) – med Gary Coleman, baseret på romanen af samme navn
- Le Jumeau (1984, Frankrig) – baseret på romanen Two Much
- Why Me? (1990) – med Christopher Lambert og Christopher Lloyd
- Two Much (1995) – med Antonio Banderas og Melanie Griffith, baseret på romanen af samme navn
- Jimmy the Kid (1998, Tyskland) – baseret på romanen af samme navn
- Payback (1999) med Mel Gibson – baseret på romanen The Hunter
- What's the Worst That Could Happen? (2001) – med Martin Lawrence.
- Le Couperet (2005, belgisk-fransk-spansk) – instrueret af Costa Gavras, baseret på romanen The Axe
- Parker (2013, amerikansk) - med Jason Statham, baseret på romanen Flashfire

Jean-Luc Godards film Made in U.S.A. i 1966 var meget løst baseret på romanen The Jugger. Hverken producenten eller Goddard købte rettighederne til at filmatisere romanen, hvorfor Westlake med succes lagde sag an for at forhindre, filmens distribution i USA.
Som filmmanuskriptforfatter, skrev Westlake manuskriptet til filmen The Grifters, der var baseret på en roman af Jim Thompson, og som blev nomineret til en Oscar for bedste filmatisering. Westlake skrev også filmmanuskriptet til The Stepfather (efter en historie af Westlake, Brian Garfield og Carolyn Lefcourt), som uden Westlakes involvering blev til yderligere to film og en genindspilning.
I 1987 skrev Westlake manuskriptet til Fatal Confession, pilotafsnittet til tv-serien Father Dowling Mysteries (1987-1991), baseret på en roman af Ralph McInerny. 
Westlake skrev også et udkast til James Bond-filmen Tomorrow Never Dies, som senere blev tilpasset af flere andre manuskriptforfattere. Det er uvist hvor meget af Westlakes historie, der endte i det endelige manuskript. Da han ikke nævnes i den færdige film, blev formentlig kun meget lidt eller intet af hans historie anvendt i filmen.